# واضح المنصوري
واضح بن عبد الله المنصوري هو مولى عباسي، ولي مصر لمدة أربعة أشهر سنة 162 هـ/ 779م في عهد الخليفة المهدي.

## سيرته
هو واضح بن عبد الله المنصوري الخصي، أحد موالي صالح بن أبي جعفر المنصور، وكان خصيصًا عند المنصور إلى الغاية وكان يندبه إلى المهمات لشجاعة كانت فيه وشدة.
ولي مصر في عهد الخليفة المهدي بعد عزل عيسى بن لقمان عن مصر في جمادى الأولى سنة 162 هـ/ 779م. فدخل مصر يوم السبت 24 جمادى الأولى سنة 162 هـ/ 779م، وجمع له المهدي صلاة مصر وخراجها معًا. سكن العسكر على عادة أمراء مصر، وجعل على شرطته موسى بن زريق مولى بني تميم. ولما ولي إمرة مصر شد على أهلها، فشكوا منه فعزله المهدي في شهر رمضان 162 هـ/ 779 واستبدله بمنصور بن يزيد. فكانت ولايته على مصر نحو أربعة أشهر.